# Poiretia mattogrossensis
Poiretia mattogrossensis är en ärtväxtart som beskrevs av C.Mueller. Poiretia mattogrossensis ingår i släktet Poiretia och familjen ärtväxter. Inga underarter finns listade i Catalogue of Life.